# 哀しみのトリスターナ
『哀しみのトリスターナ』（かなしみのトリスターナ、フランス語: Tristana）は、1970年のスペイン・フランス・イタリアのドラマ映画。ベニート・ペレス・ガルドスの小説をルイス・ブニュエルが映画化した。出演はカトリーヌ・ドヌーヴ、フランコ・ネロ、フェルナンド・レイなど。日本ではキネマ旬報ベストテン第7位を獲得している。

## ストーリー
1920年代のスペイン。平民の娘で美しくピアノの上手いトリスターナは、幼い頃に父を亡くし、16歳で母を亡くして知り合いの老貴族ドン・ロペの養女として引き取られた。屋敷と多少の家賃収入はあるものの、親の遺産は全て姉が継いだ為に、ロペの生活は厳しかった。それでも銀食器を売った金でトリスターナに流行の服を買ったロペは、やがて彼女を娘ではなく女としてみるようになる。
表向きは娘でありながら事実上の夫婦となっても、当初はロペに従順だったトリスターナだが、次第に自我に目覚め始めたある日、若い画家のオラシオと出会い、恋に落ちる。ロペを捨て、オラシオと共に町を出るトリスターナ。
トリスターナが去った後に姉の遺産を相続したロペは一転して大金持ちになった。そして二年後、オラシオとトリスターナが町に戻って来た。左足の腫瘍で重体に陥ったトリスターナは、ロペの屋敷で死ぬ事を願ったのだ。歳をとり性格が穏やかになったロペは、オラシオがトリスターナを見舞うことも許し、手術によって左足を切断したトリスターナは一命を取り留めた。
回復したが自由に歩けなくなったトリスターナはロペの屋敷に住み着き、人が変わったように誰に対しても傲慢な態度を取り始めた。画家として生きる道を選び、去って行くオラシオ。やがてトリスターナはロペと正式に結婚したが、初夜は冷たく拒絶した。
ある雪の降る晩に、苦しげにベッドからトリスターナを呼ぶロペ。医者を呼べと頼まれたが、電話をかける振りだけしたトリスターナは、意識を失ったロペが絶命するまで窓を開け放ち、彼を冷たい外気に晒し続けた。思えば養女に来た当初から、トリスターナは無意識にロペの死を願い、彼の生首(なまくび)を思い描き続けていたのだった。

## キャスト
※括弧内は日本語吹替（初回放送1977年3月27日『日曜洋画劇場』）
- トリスターナ：カトリーヌ・ドヌーヴ(小沢寿美恵)
- オラーシオ：フランコ・ネロ(草野大悟)
- ドン・ロペ：フェルナンド・レイ(鈴木瑞穂)
- サトゥルナ：ロラ・ガオス（スペイン語版）
- ドン・コスメ：アントニオ・カサス